# Schieferberg (Naturschutzgebiet)
Koordinaten: 51° 44′ 53″ N, 10° 53′ 46″ O
Der Schieferberg ist ein Naturschutzgebiet in der Stadt Oberharz am Brocken im Landkreis Harz in Sachsen-Anhalt.
Das Naturschutzgebiet mit dem Kennzeichen NSG 0191 ist 65,45 Hektar groß. Es ist vollständig vom Landschaftsschutzgebiet „Harz und Vorländer“ umgeben. Das Gebiet steht seit 1999 unter Schutz (Datum der Verordnung:  25. November 1999). Zuständige untere Naturschutzbehörde ist der Landkreis Harz.
Das Naturschutzgebiet liegt südwestlich von Blankenburg (Harz) im Naturpark Harz/Sachsen-Anhalt. Es stellt den namensgebenden Berg zwischen zwei Seitentälern der Bode und der Bode bzw. der Talsperre Wendefurth unter Schutz. Im Naturschutzgebiet stocken Zahnwurz- bzw. Hainsimsen-Buchenwälder auf Tonschiefer. Die standörtliche Vielfalt ergibt sich durch Aufschlüsse und kulturhistorisch wertvolle, aufgelassene Schiefersteinbrüche im Schiefertal mit kleinflächigen Schlucht- bzw. Blockschuttwäldern. Das Naturschutzgebiet ist Totalreservat und somit frei von jeglicher Nutzung. 
Das Naturschutzgebiet ist u. a. Lebensraum für Wildkatze, Schwarzstorch und Kreuzotter.